# 東彼杵町立音琴小学校
東彼杵町立音琴小学校（ひがしそのぎちょうりつ ねごとしょうがっこう、Higashisonogi Town Negoto Elementary School）は、長崎県東彼杵郡東彼杵町大音琴（おおねごと）郷にあった公立小学校。
2016年（平成28年）3月末に閉校し、東彼杵町立彼杵小学校へ統合された。

## 概要
歴史
1877年（明治10年）創立。2012年（平成24年）に創立135周年を迎えた。
学校教育目標
「夢や希望の実現に向けて、見通しを持ち自立できる児童の育成」
校章
中央に校名の「音小」の文字（縦書き）を置いている。
校歌
1960年（昭和25年）7月に制定。作詞は堀池正夫、作曲は深町一郎による。歌詞は3番まであり、3番に校名の「音琴」が登場する。
校区
住所表記で「長崎県東彼杵郡東彼杵町」の後に「小音琴郷、浦郷、大音琴郷、口木田郷」が続く地区。中学校区は東彼杵町立彼杵中学校。

## 沿革
- 1877年（明治10年）- 大音琴郷浜田に「彼杵小学校 音琴分校」が設置される。
- 1878年（明治11年）7月22日 - 郡制の施行により、彼杵郡が東西に分割され、東彼杵郡に属することとなる。
- 1880年（明治13年）12月 -「 蔵本小学校 音琴分校」に改称。
- 1881年（明治14年）5月 - 「公立中等彼杵小学校 音琴分校」に改称。
- 1886年（明治19年）
  - 5月 -「尋常彼杵小学校 音琴分校」に改称。
  - 9月 - 大村（現・大村市立大村小学校前）に「長崎県第十一高等小学校」が設置される。
- 1889年（明治22年）4月 - 町村制の施行により、彼杵村立の小学校となる。
- 1892年（明治25年）
  - 9月 - 長崎県第十一高等小学校が廃止される。
  - 12月 - 「彼杵尋常高等小学校 音琴分校」に改称。
- 1897年（明治30年）7月 – 鉄道敷設のため、学校敷地のうち2坪を譲る。
- 1902年（明治35年）12月23日 - 現在の校地が寄贈される。
- 1903年（明治36年）10月 - 彼杵尋常高等小学校から分離し、「音琴尋常小学校」として独立。同月26日に新校舎で授業を開始。
- 1908年（明治41年）4月 - 小学校令の改正により、義務教育年限（尋常科の修業年限）が4年から6年に延長されたため、尋常科5年を新設。
- 1909年（明治42年）4月 - 尋常科6年を新設。
- 1913年（大正2年）4月 - 統合により「彼杵尋常高等小学校 音琴分教場」となる。
- 1923年（大正12年）7月 - 彼杵農業補習学校音琴分教場が併置される。
- 1925年（大正14年）3月22日 - 彼杵農業補習学校に商業科が加えられたため、「彼杵実業補習学校 音琴分教場」に改称。
- 1926年（大正15年）7月 - 実業補習学校が青年訓練所として認定される。
- 1935年（昭和10年）6月1日 - 青年学校令の施行により、実業補習学校分教場が「彼杵青年学校音琴分教場」に改称。
- 1940年（昭和15年）11月3日 - 彼杵村が町制施行により彼杵町となる。これに伴い彼杵町立の小学校となる。
- 1941年（昭和16年）4月1日 - 国民学校令の施行により、「彼杵町国民学校 音琴分教場」に改称。尋常科を初等科に改める（初等科6年）。
- 1947年（昭和22年）4月1日 - 学制改革（六・三制の実施）により「彼杵町立彼杵小学校 音琴分校」となる。
- 1950年（昭和25年）
  - 3月- 2教室が完成。
  - 4月1日 - 彼杵小学校から独立し、「彼杵町立音琴小学校」として独立。
  - 7月 - 本館・付属施設が完成。
  - 11月5日 - 独立を記念して造林を行う。
- 1952年（昭和27年）1月 - 運動場を整備。
- 1958年（昭和33年）8月 - 渡り廊下を設置。
- 1959年（昭和34年）5月1日 - 彼杵町と千綿村が合併し東彼杵町が発足。これに伴い「東彼杵町立音琴小学校」（現校名）に改称。
- 1960年（昭和35年）
  - 4月 - 児童数が最大の164名（6学級）を記録。
  - 7月 - 校歌を制定。
- 1962年（昭和37年）5月 - 放送室が完成。運動場を拡張。
- 1965年（昭和40年）3月 - 校門を設置。
- 1966年（昭和41年）5月 - 簡易水道を導入。
- 1967年（昭和42年）3月 - 給食を開始。
- 1970年（昭和45年）6月 - 校旗を制定。
- 1974年（昭和49年）3月 - 屋内運動場（体育館）が完成。
- 1986年（昭和61年）3月 - 新校舎が完成。運動場を整備。
- 1990年（平成2年）7月 – プールが完成。
- 1992年（平成4年）3月 - 運動場を整備。
- 2016年（平成28年）3月31日 - 東彼杵町立彼杵小学校への統合に伴い、閉校。

## 跡地の活用
跡地に「ながさき東そのぎ子どもの村小学校」が2019年（平成31年）4月1日に開校し、翌2020年、中学校が開校した。

## アクセス
最寄りのバス停
- 東彼杵町営バス「音琴宮下」バス停

最寄りの国道・県道
- 国道205号

## 周辺
- 佐世保市消防局 東消防署 東彼杵出張所
- 音琴簡易郵便局

## 関連事項
- 長崎県小学校の廃校一覧
- ながさき東そのぎ子どもの村小学校・中学校